# Isaac de Juni
Isaac de Juni (León, c. 1539 – Valladolid, 1597) fue un escultor español que realizó su obra dentro del Renacimiento; fue hijo natural de Juan de Juni, escultor de gran fama y prestigio.
Su obra no es muy extensa y fue realizada en la misma época en que trabajaba el grupo de la llamada escuela vallisoletana: Gaspar Becerra, Francisco de la Maza y Esteban Jordán; trabajó principalmente en Castilla, aunque también desarrolló parte de su actividad en Galicia.

## Biografía

### Familia
Datos de su familia se obtienen gracias a la declaración incriminatoria que prestó el 18 de abril de 1557 en el proceso seguido por el Tribunal del Santo Oficio de la Inquisición de Cuenca contra Esteban Jamete, de quien Juni había sido oficial pero que ahora lo tenía por enemigo capital, según consta por la documentación del proceso publicada por J. Domínguez Bordona:

Ysaque de Juni, natural de la ciudad de León e que es hijo de Juan de Juni, frances, escultor, residente en Valladolid, y la madre es natural de León. E que es de edad de veite años poco más o menos.

Precisamente por los documentos concernientes a su padre, se tienen más noticias sobre él; en el primer testamento del año 1540 lo nombra como: "hijo natural, Isaac de Juni, de corta edad, dejaba sus herramientas de oficio caso de que quisiera seguir el rumbo de escultor." Nuevamente en otro testamento, más adelante, en 1572 otorga facultad a su hijo Isaac y poder para recibir dinero, pan, trigo etc., en pago de todas las deudas de las obras contratadas. Y para las mandas, a su hijo Isaac de Juni le deja el retrato del escultor que tenía en la puerta de su taller para reclamo de clientes. Por último se vuelve a nombrar a Isaac en su último testamento en 1577, como de treinta y ocho años y quien recibió la cuarta parte de los bienes propios del escultor; "estos bienes se escogerían entre los que se refirieran al arte de escultura y ensamblaje."

### Matrimonio y descendencia
Estuvo casado con Juana Martínez de Cuéllar, de quien tuvo cuatro hijos: Juan, Ana María, Jerónima y Estefanía; además, Isaac tuvo un hijo natural llamado Pablo, nacido en 1568 que fue platero de profesión. Todo esto se menciona en su testamento del 4 de noviembre de 1597.
En el testamento de su esposa, Juana Martínez, del 10 de diciembre de 1612, declara que su hija Ana María había estado casada con el entallador Juan de Muniátegui. La casa de Juan de Juni en Valladolid, y que había sido propiedad del matrimonio, fue vendida por la viuda de Isaac en 1602, vuelta a comprar por ella misma en 1612 para venderla otra vez al escultor Gregorio Fernández en 1615.

## Obra

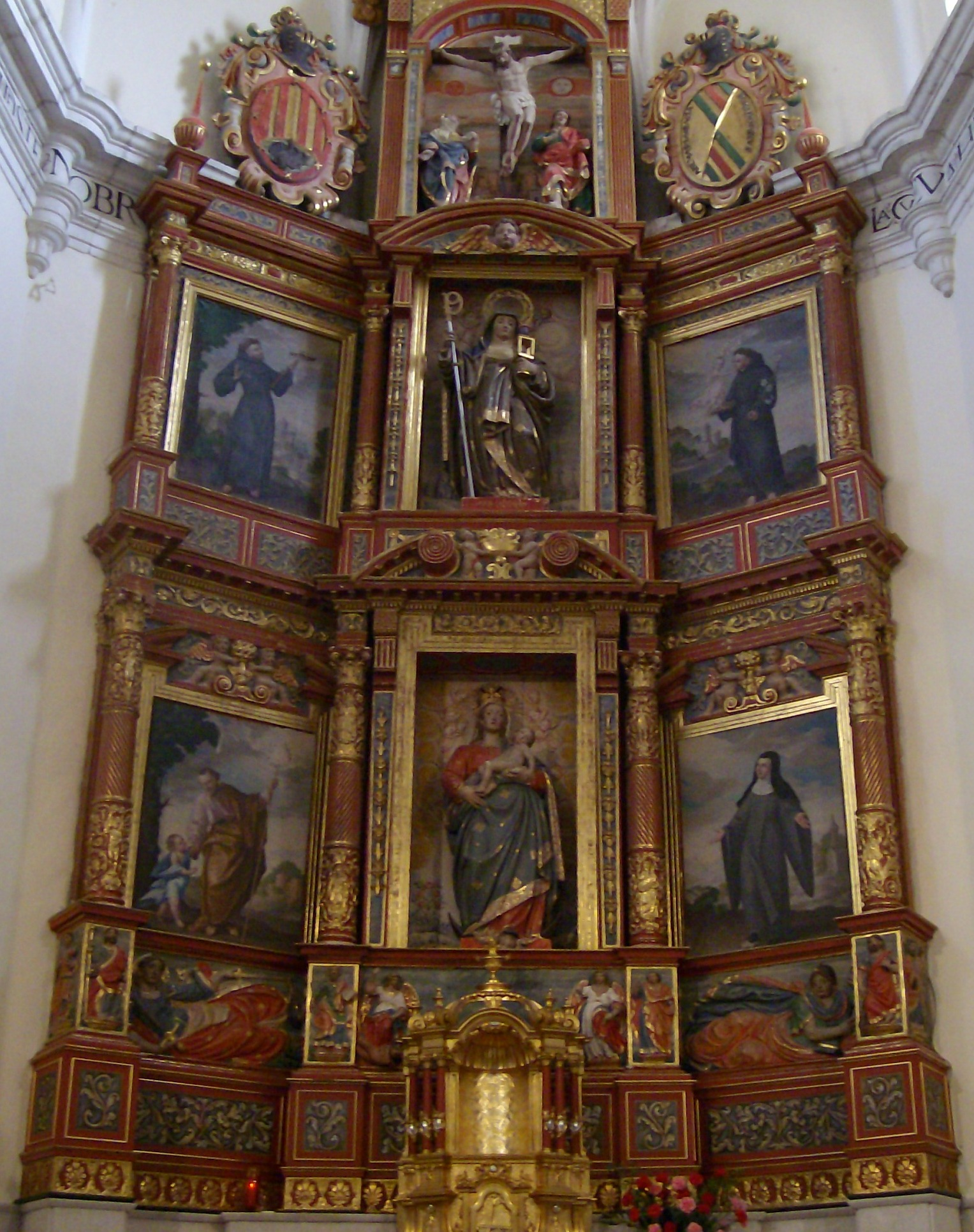
Retablo mayor de Santa Clara, en Cuéllar.

### Castilla y León

#### Ávila
- Retablo de la capilla familiar de los Ávila-Monroy en la Iglesia de El Salvador (Arévalo).[9]

El retablo concertado y realizado el proyecto por Juan de Juni el 27 de marzo de 1573  para la capilla de los Ávila Monroy en la iglesia de El Salvador de Arévalo. Después del fallecimiento de Juan,  su hijo Isaac de Juni firma un nuevo contrato el 4 de agosto de 1580 para acabar el retablo conforme a la traza y modelos del anterior contrato de su padre, lo terminó Isaac de Juni siguiendo fielmente todo lo diseñado por su padre, ya con un estilo claramente manierista con una composición arquitectónica a base de rectángulos consiguiendo un perfecto equilibrio tanto vertical como horizontal. En el lugar que normalmente ocuparía el tabernáculo, seguramente con esquema totalmente de Isaac se encuentra un relieve con la Imposición de la casulla a san Ildefonso.

#### Segovia
- Retablo mayor del Monasterio de Santa Clara (Cuéllar).

Otorgó la escritura en Cuéllar el 26 de octubre de 1587, y por ella se obligó a hacer un retablo de talla y pintura en un plazo de seis años, debiendo entregar el conjunto en 1593, por el que cobraría 17.000 maravedís anuales. Uno de los fiadores fue Gregorio Martínez, presumiblemente el pintor del retablo, y el otro el ensamblador Miguel de Cieza, amigo del escultor. Cuando Juni falleció en 1597, el retablo, que se realizó en Valladolid, no había sido finalizado, y se debió concluir en el taller mantenido por sus herederos en 1600, año en que se trasladó definitivamente a Cuéllar. Se trata de un retablo columnado y articulado con banco y dos cuerpos. En el banco se representan varios apóstoles de reducido tamaño y dos mayores con la Justicia y la Fortaleza; la calle central alberga las esculturas de la Virgen con el Niño y Santa Clara, y como remate un Calvario flanqueado por dos grandes escudos con las armas de los fundadores.

#### Valladolid
- Retablo de la capilla de los Alderete en Tordesillas.

Para la capilla de Nuestra Señora de la Piedad de la iglesia de San Antolín de Tordesillas, había comprado el regidor de la villa, Gaspar de Alderete, la arquitectura de un retablo del monasterio de Santa Clara, que encargó poner la imaginería en 1567 a Juan de Juni, una vez aceptado el contrato fue ayudado por su hijo Isaac de Juni en el montaje del retablo, en los pies de este retablo se encuentran las imágenes de la Virgen María, con san Juan,  María Magdalena y Maria Salomé, el diseño es sin duda de Juan, mientras la ejecución del tallado es de Isaac de Juni.